# Михайлюцька сільська територіальна громада
Михайлюцька сільська територіальна громада — територіальна громада в Україні, в Шепетівському районі Хмельницької області. Адміністративний центр — село Михайлючка.
Площа громади — 257,104 км², населення — 5250 мешканців (2019).
Утворена 12 червня 2020 року шляхом об'єднання Городнявської, Корчицької, Михайлюцької та Рилівської сільських рад Шепетівського району.

## Населені пункти
До складу громади входять 18 сіл: Бронники, Городнявка, Дубіївка, Заморочення, Конотоп, Корчик, Круглик, Майдан-Лабунь, Михайлючка, Рилівка, Романів, Сенігів, Судимонт, Хмелівка, Хутір, Цвіт, Цмівка та Червоний Цвіт.